# Prałatura terytorialna Cafayate
Prałatura terytorialna Cafayate (łac. Territorialis Praelatura Cafayatensis) – prałatura terytorialna Kościoła rzymskokatolickiego w Argentynie, sufragania metropolii Salta. Została erygowana 8 września 1969 roku przez papieża Pawła VI konstytucją apostolską Praeclarisima exemplae. Wierni z tych terenów należeli wcześniej do archidiecezji Salta oraz diecezji Catamarca.

## Główne świątynie
- Katedra: Katedra Matki Bożej Różańcowej w Cafayate

## Prałaci
- Diego Gutiérrez Pedraza OSA (1973–1990)
- Cipriano García Fernández OSA (1991–2007)
- Mariano Moreno García OSA (2007–2014)
- Demetrio Jiménez Sánchez-Mariscal OSA (2014–2019)
  - Pablo Hernando Moreno OSA administrator apostolski (2019–2022)
- Dario Rubén Quintana OAR (od 2022)